# Mistrzostwa Świata U-19 w Rugby Union Mężczyzn 1974
Mistrzostwa Świata U-19 w Rugby Union Mężczyzn 1974 – szóste mistrzostwa świata U-19 w rugby union mężczyzn zorganizowane przez FIRA, które odbyły się w Heidelbergu w dniach od 10 do 15 kwietnia 1974 roku.

## Klasyfikacja końcowa
| Miejsce | Reprezentacja       |
| ------- | ------------------- |
| 1       | Francja U-19        |
| 2       | Rumunia U-19        |
| 3       | Hiszpania U-19      |
| 4       | Włochy U-19         |
| 5       | RFN U-19            |
| 6       | Maroko U-19         |
| 7       | Czechosłowacja U-19 |
| 8       | Jugosławia U-19     |